# Jessica Dickons
Jessica Dickons, née le 17 août 1990 à Stockton-on-Tees, est une nageuse britannique spécialiste du papillon. Elle est médaillée de bronze sur le 200 m papillon aux Championnats du monde en petit bassin 2008.

## Palmarès

### Championnats du monde

#### Petit bassin
- Championnats du monde 2008 à Manchester (Royaume-Uni) : 
  -  Médaille de bronze du 200 m papillon.

### Championnats d'Europe

#### Petit bassin
- Championnats d'Europe 2006 à Helsinki (Finlande) :
  -  Médaille de bronze du 200 m papillon.
- Championnats d'Europe 2011 à Szczecin (Pologne) :
  -  Médaille de bronze du 200 m papillon.